# Petr Lessy
Petr Lessy (* 18. srpna 1964 Prostějov) je bývalý český policista, od ledna 2011 do srpna 2012 policejní prezident. V srpnu 2012 byl zbaven funkce a propuštěn ze služebního poměru. Po zastavení trestního řízení proti němu (z procesních důvodů) jej do funkce policejního prezidenta opět jmenoval v prosinci 2013 ministr vnitra Martin Pecina. Funkci definitivně opustil na konci února 2014. 

## Profesní kariéra
Vystudoval Policejní akademii, poté působil postupně u Policie ČR ve Frýdku-Místku, na krajském policejním ředitelství v Ostravě a nakonec jako náměstek ředitele Krajského ředitelství policie Jihomoravského kraje pro vnější službu. Velel řadě zásahů proti extremistům a fotbalovým chuligánům.
Mezi lety 2006 a 2010 zasedal jako nestraník za ODS v zastupitelstvu obce Palkovice.

### Policejní prezident
Ve funkci policejního prezidenta v lednu 2011 nahradil Oldřicha Martinů, který dne 31. prosince 2010 na svůj post rezignoval. Pravděpodobným důvodem byla aktivita okolo podezření z korupce na Státním fondu životního prostředí,[zdroj?] kdy Martinů uskutečnil osobní schůzku s premiérem Petrem Nečasem bez předchozího vědomí ministra vnitra Radka Johna. Do úřadu byl Lessy jmenován 24. ledna 2011.

#### Vyšetřování nákupu letounů CASA
V červenci 2012 Lessy tvrdil, že mu ministr financí Miroslav Kalousek několikrát volal, aby ovlivnil vyšetřování údajně předraženého nákupu vojenských letounů CASA. Podle Lessyho mu Kalousek řekl, že „budou odstíháni všichni a nebude to trvat dlouho. Bylo to takové obecné konstatování v množném čísle, na adresu lidí, kteří prošetřují kauzu CASA.”

#### Obvinění a očištění
Na základě obvinění od Generální inspekce bezpečnostních sborů pro zneužití pravomoci úřední osoby a pomluvu byl 29. srpna 2012 zbaven funkce a propuštěn ze služebního poměru. Ve funkci byl téhož dne nahrazen Martinem Červíčkem. Po propuštění ze služebního poměru pracoval více než rok jako vedoucí odboru bezpečnostních rizik a prevence kriminality na magistrátu ve Frýdku-Místku. Dne 16. května 2013 byl obžaloby zproštěn. Státní zástupce se odvolal, odvolací pražský městský soud ale řízení zastavil s argumentem, že ve stejné věci již bylo rozhodnuto v kázeňském řízení. Dne 3. prosince 2013 ministr vnitra v demisi Martin Pecina zrušil Kubiceho rozhodnutí o odvolání Lessyho z funkce policejního prezidenta. Rozhodl se tak neakceptovat stanovisko své poradní komise, která mu doporučila, aby řízení zastavil a počkal na rozhodnutí správního soudu. Česká republika měla od té chvíle dva policejní prezidenty, druhým byl stále Červíček. V lednu 2014 rozhodla poradní komise, že Červíček byl do funkce policejního prezidenta jmenován neoprávněně. Dne 7. ledna 2014 ministr vnitra v demisi Martin Pecina odvolal Martina Červíčka a Petr Lessy tak zůstal jediným policejním prezidentem.

### Další působení
Dne 5. února 2014 se dohodl nový ministr vnitra Milan Chovanec s Petrem Lessym na tom, že Lessy k 28. únoru 2014 rezignuje na post policejního prezidenta a stane se českým policejním atašé v Bratislavě. Tato dohoda byla dodržena a Policii ČR řídil od 12. dubna 2014 Tomáš Tuhý.
Od března 2014 působil Lessy jako styčný důstojník Policie ČR v Bratislavě. Na této pozici působil do května 2018, kdy ukončil služební poměr. Poté pracoval jako řadový referent na odboru bezpečnostních rizik a prevence kriminality na magistrátu ve Frýdku-Místku. V červenci 2020 se stal ředitelem společnosti Pustevny.